# Blanco 1
Blanco 1 – niewyraźna gromada otwarta znajdująca się w konstelacji Rzeźbiarza. Została odkryta w 1959 roku przez Victora M. Blanco.